# 東京臨海熱供給
東京臨海熱供給株式会社（とうきょうりんかいねつきょうきゅう、TOKYO RINKAI HEAT SUPPLY CORPORATION）は、1990年8月に設立された、東京都の臨海副都心地域の熱供給を目的とした東京都などが間接出資する第三セクター会社である。

## 沿革
- 1990年8月設立。
- 1995年10月熱供給開始。
- 2007年1月当社を母体として設立された東京臨海ホールディングスの完全子会社となる。

## 歴代社長
- 小泉克已[3][4]
- 荒川満（前・東京都主税局長[5]）[6]
- 大原正行（元・東京都教育委員会教育長[7]）[8][9]
- 細井優（前・東京都スポーツ振興局長[10]）[11]
- 小野恭一（元・東京都港湾局技監[12]）
- 岡安雅人[13]
- 黒田祥之[14]